# Assimilation culturelle
Pour les articles homonymes, voir Assimilation.
 (mai 2021).
L'assimilation culturelle est une pratique qui consiste à exiger d’une personne étrangère qu'elle adopte les comportements, les coutumes et les traditions de la population majoritaire ou dominante. Ce processus peut se dérouler naturellement, au fil du temps, par acclimatation à la culture dominante, ou être imposé de manière coercitive.
Du point de vue de la personne assimilée, l'assimilation peut être décrite comme une forme d'acculturation. Elle correspond à une situation au cours de laquelle un individu ou un groupe abandonne totalement sa culture d'origine, volontairement ou de manière contrainte, pour adopter les valeurs, la langue et les pratiques culturelles d'un nouveau groupe en s'y conformant de manière plus ou moins profonde et complète. Celle-ci n'est qu'une des phases possibles de l'acculturation, et si elle se réalise, elle n'en sera que la phase terminale. Alors que le rayonnement culturel se propage par l'adhésion à la culture étrangère, l'assimilation, elle, peut faire l'objet d'un programme social structuré lorsqu'associée à un projet de société.
En sociologie, l’assimilation est un processus social de convergence des comportements et des représentations. Le traitement de ce sujet devient central lorsqu'une nation est confrontée aux phénomènes de migrations humaines. Il constitue souvent un moyen politique visant à l’intégration des étrangers. Il s’agit dans ce cas d’une entreprise de l’État, dans le cadre d’une politique d’intégration.

## Cadre conceptuel
D’un point de vue sociologique, un cadre politique assimilationniste se définit par un questionnement des pouvoirs publics sur la légitimité des communautés (religieuses, ethniques…). Il relève d’un attachement aux valeurs nationales d’un état individualiste-républicain, valeurs qui deviennent des normes légitimes au regard des institutions et d’une majorité de citoyens. Cette conception est opposée à un modèle multiculturaliste (qui tend à préserver l’identité culturelle des individus). Dans le cas du multiculturalisme, le groupe d’appartenance (ethnique, religieux, etc.) devient un support de participation à la vie sociale. À l’inverse, dans le cas d’une politique d’intégration assimilationniste, les pouvoirs publics ne considèrent pas les communautés comme des entités légitimes, opinion souvent partagée par l’opinion publique. Ainsi, en décembre 2012, 94 % des personnes interrogées jugent indispensable que les étrangers qui viennent vivre en France adoptent les habitudes de vie françaises. La légitimité des mœurs des communautés est donc niée, favorisant ainsi un modèle individualiste-républicain.

## Cas historiques
Un peuple qui abandonne totalement les traits de sa culture propre au profit d'un autre peuple qui le domine est dit subjugué (phénomène de subjugation) ; c'est ce qui arriva aux Gaulois vis-à-vis du conquérant romain puis des Romains des Gaules qui adoptèrent l'aristocratie des Francs pour les diriger, comme les Celtibères pour les Wisigoths ; les deux peuples fusionnant dans le creuset d'une nation nouvelle.
Un peuple qui peut aussi abandonner volontairement les traits de sa culture propre au profit d'un autre peuple. C'est le cas des Sabins ; à l'issue de la fondation de Rome, ils ne se distinguent plus des Romains, à tel point qu'il y a des rois sabins pendant la monarchie originelle de Rome.
Plus récemment en Australie entre 1869 et 1969, l'éducation des enfants d'aborigènes d'Australie en orphelinat, décrit sous le terme de « Générations volées », peut être considéré comme une forme d'assimilation culturelle forcée.

### France
Au cours de son histoire, la France a opté pour un mode d’intégration assimilationniste. « Nation centralisée qui se considère comme la patrie de l'universel et des droits de l’homme depuis la révolution française, la France aspire à la convergence des modes de vie des étrangers qui viennent s’installer en France et de leurs descendants vers les modes de vie français ». Le concept est promu, au XIXe siècle, par la gauche républicaine et fait largement consensus jusqu’aux années 1960. À partir de cette période, le thème de l’assimilation disparaît progressivement du débat public et des pratiques administratives.
Il arrive que l'assimilation se heurte à des obstacles tel que l'entre-soi, la résistance des communautés immigrées à se plier à un modèle culturel qui leur est étranger. À l’issue de la Première Guerre mondiale, l’arrivée massive de Polonais soulève un problème nouveau. S’agissant d'une population slave, les Polonais présentent des caractéristiques très éloignées de celles des Français.[réf. nécessaire] Très vite une vie collective (écoles, associations, églises) s’organise entre immigrés. Cet entre-soi s’opère au détriment de l’assimilation souhaitée par l’État français et c’est seulement génération après génération[réf. nécessaire] que ce changement de mœurs va s’opérer. Voilà pourquoi il convient de qualifier cette acculturation de processus, c'est au cours du temps qu'elle fait effet[réf. nécessaire].
À partir des années 1970 prévaut le constat que l'assimilation dans les colonies n'avait pas été couronnée de succès. Le terme est désormais associé à des pratiques coloniales dont les hommes politiques voulaient se distancier. De plus, les philosophes les plus influents de ces années-là – Gilles Deleuze, Jacques Derrida, Michel Foucault – « valorisent la différence, la diversité, la minorité », au rebours « de l’uniformité, de l’obéissance ou de l’homogénéité ». Ce courant de pensée, largement répandu s'inscrit contre la logique de l’assimilation qui « implique un désir de ressemblance, de se fondre dans la culture majoritaire du pays ».
Auparavant utilisé officiellement dans le cadre des politiques migratoires, le terme d’« assimilation » a aujourd'hui disparu du vocabulaire de ce champ. « Le modèle français d’assimilation, qui gouverne l’intégration des descendants d’immigrés européens, est en crise ». On note cependant que lors des procédures de naturalisation, le terme d'« assimilation » perdure.

## Regard critique
Michèle Tribalat consacre la troisième partie de son ouvrage Assimilation : la fin du modèle français à questionner la légitimité de cette notion. « Pourquoi les immigrés ou leurs descendants consentiraient-ils à respecter les valeurs qui fondent l’identité du peuple français si le signal de leur inadéquation, voire leur abandon, leur est envoyé ? Là encore, le comportement des populations de l’immigration est rationnel. C’est celui des élites qui ne l’est pas ».
Tribalat expose différents éléments susceptibles d’éclairer le retrait du modèle d’assimilation culturelle en France. Tout d’abord, elle indique que la France n’est plus aussi attractive qu’autrefois. Et de manière plus générale, la France n’inspire plus confiance. Ce constat concernant la population française, il est difficile d’imaginer un immigré se conformer à un modèle dont les natifs ne sont pas adeptes. Elle ajoute que les élites, bien qu’elles incitent à l’accueil des étrangers par le biais de l’assimilation « restent en dehors du champ de leurs propres préconisations », ce qui conduit à l’indifférence du reste de la population. La distance créée par la gauche vis-à-vis des classes populaires, le désengagement de l’État accentuent également le déclin du modèle assimilationniste. Enfin, les directives européennes favorisant l’ordre moral (la tolérance, le respect) et le multiculturalisme sont peu propices au modèle assimilationniste.

## Dans les arts
Outre son potentiel en tant qu’outil d’assimilation, l'art traite de l’assimilation comme thème plus ou moins central au gré des œuvres. L’art ne limite d’ailleurs pas son influence assimilatrice aux psychismes, puisqu'elle peut conduire à l'adoption d'une mode vestimentaire, voire de modifications corporelles,.
Dans la science fiction, la série Star Trek associe explicitement la devise « La résistance est futile, vous serez assimilés », aux borgs, qui incarnent un forme extrême de cette notion où l'individualité est totalement diluée dans le collectif.